# X.Org Foundation
X.Org Foundation — организация, координирующая разработку X Window System. Основана 22 января 2004 представителями X.Org и freedesktop.org. The Open Group передала ему управление доменным именем x.org. Это стало коренным изменением в разработке X. В то время как распорядители X с 1988 г. (включая предыдущую X.Org) были организациями поставщиков, X.Org Foundation был основан самими разработчиками программного обеспечения, и в нём использовалась открытая базарная модель разработки. В настоящее время фонд X.Org Foundation поддерживается несколькими крупными корпорациями, такими, как Hewlett-Packard и Sun Microsystems.
Курируемый продукт X.Org Server сейчас является основной реализацией X Window System для Linux и UNIX‑подобных ОС. Это фундаментальная технология, расположенная ниже уровня интегрированных графических оболочек - GNOME, KDE, Xfce, более старой CDE.
Фонд выпустил X11R6.7 — X.Org Server — в апреле 2004 г. Эта версия была основана на XFree86 4.4RC2 (последней версии XFree86, выпущенной под приемлемой лицензией), с добавленными изменениями X11R6.6. Благодаря внедрению открытой модели разработки и сохранению совместимости с GNU GPL проект привлёк многих бывших разработчиков XFree86.
На декабрь 2006, Совет директоров — Стюарт Андерсон (Free Standards Group), Эгберт Эич (SUSE/Novell), Стюарт Креитман (Sun Microsystems), Кевин Мартин (Red Hat), Барт Массей (Портлендский университет), Джим Маккуиллан (Linux Terminal Server Project), Кит Пакард (Intel) и Дэниел Стоун (Nokia).

## Проекты
Наряду с основным проектом X.Org Server, фондом разрабатываются другие связанные проекты:
- AIGLX
- Xgl
- Xegl
- Debrix
- KDrives
- Xinerama
- X Test Suite — средство для упрощения тестов программного обеспечения X.